# Coenosia semicandida
Coenosia semicandida är en tvåvingeart som beskrevs av Tiensuu 1945. Coenosia semicandida ingår i släktet Coenosia och familjen husflugor. Inga underarter finns listade i Catalogue of Life.